# إدوارد كابوت كلارك
إدوارد كابوت كلارك (بالإنجليزية: Edward C. Clark) هو شخصية أعمال ومحامي أمريكي، ولد في 19 ديسمبر 1811 في نيويورك في الولايات المتحدة، وتوفي في 14 أكتوبر 1882.